# Reichstag (Sacro Romano Impero)
Il Reichstag (/ˈʀaɪ̯xsˌtaːk/) o Dieta imperiale fu il massimo organo legislativo del Sacro Romano Impero. La sua evoluzione nei secoli portò questa sorta di parlamento di príncipi ad essere composto dai rappresentanti degli stati tedeschi che componevano l'impero, distinti in tre collegi elettorali (grandi elettori, principi e conti, città imperiali). 
Dal 1663 fu di fatto permanentemente in funzione (Immerwährender Reichstag), con sede a Ratisbona, in quanto i rappresentanti che lo componevano vi lavoravano tutto l'anno anche come plenipotenziari dei rispettivi principi deleganti. Tuttavia, era una perpetuità implicita non essendovi alcun documento ufficiale che la sancisse.
Esso operò ininterrottamente fino alla sua soppressione unilaterale, di dubbia legittimità costituzionale, da parte dell'imperatore Francesco II d'Asburgo su pressione di Napoleone Bonaparte: nell'agosto del 1806 fu dichiarata così la fine dell'impero millenario. Per tradizione, con la cessazione del Sacro Romano Impero, continuarono ad essere chiamati Reichstag i parlamenti tedeschi nelle loro costituzioni successive.

## Etimologia e funzione
Il termine Reichstag si compone delle parole tedesche Reich (reame ma anche impero, o più genericamente paese di una certa importanza) e -tag (assemblea; qui il termine indica "giorno" in senso di "data dell'assemblea"; affine a dieta, derivante dal latino dies "giorno"). Il termine latino corrispondente era curia imperialis e tale dicitura era utilizzata soprattutto nella documentazione ufficiale prima del XVIII secolo.
La Dieta del Sacro Romano Impero esercitò spesso la propria influenza sulla politica imperiale. Ecco perché alcuni storici definiscono Sacro Romano Impero come una "repubblica oligarchica di principi tedeschi" di cui l'imperatore era il presidente, almeno formalmente elettivo (anche se a più riprese gli imperatori in carica riuscirono a far valere la successione dinastica).
Come supremo organo decisionale della costituzione imperiale, il Reichstag esprimeva la diretta volontà dei principi che vi erano rappresentati con propri deputati; non fu quindi un vero parlamento ma un organo rappresentativo dei maggiori principi tedeschi.

## Storia

### Origine
Il ruolo e la funzione della Dieta imperiale si sono evoluti nel corso dei secoli, come l'Impero stesso, con le tenute e i territori separati che aumentavano il controllo dei propri affari a spese del potere imperiale. Inizialmente, non c'era né un orario né un luogo fissi per la Dieta. Iniziò come una convenzione dei duchi delle vecchie tribù Germaniche che formavano il Regno franco quando dovevano essere prese decisioni importanti, probabilmente in base all'antica legge germanica in base alla quale ogni leader faceva affidamento sul supporto dei suoi uomini di spicco. Nel Medioevo antico e alto queste assemblee non erano ancora istituzionalizzate, ma si tenevano quando necessario su decisione del re o dell'imperatore. Non erano ancora chiamate Dieta, ma Hoftag (giorno di corte). Di solito si tenevano nei palazzi imperiali (Kaiserpfalz).
Ad esempio, già sotto l'imperatore Carlo Magno durante le guerre sassoni, un Hoftag, secondo gli Annali reali franchi, si riunì a Paderborn nel 777 e stabilì leggi sui sassoni sottomessi e altre tribù. Nell'803, l'imperatore franco emanò la versione finale della Lex Saxonum.
Alla Dieta del 919 a Fritzlar i duchi elessero il primo re dei Germani, che era un Sassone, Enrico l'Uccellatore, superando così la rivalità di lunga data tra Franchi e Sassoni e gettando le basi per il regno tedesco. Dopo la conquista dell'Italia, la Dieta di Roncaglia del 1158 finalizzò quattro leggi che avrebbero alterato in modo significativo il governo dell'Impero, segnando l'inizio del costante declino del potere centrale a favore dei duchi locali. La Bolla d'oro del 1356 cementò il concetto di "governo territoriale" (Landesherrschaft), il governo ampiamente indipendente dei duchi sui rispettivi territori, e limitò anche il numero di elettori a sette. Il Papa, contrariamente al mito moderno, non fu mai coinvolto nel processo elettorale, ma solo nel processo di ratifica e incoronazione di chiunque i Principi Elettori scegliessero.

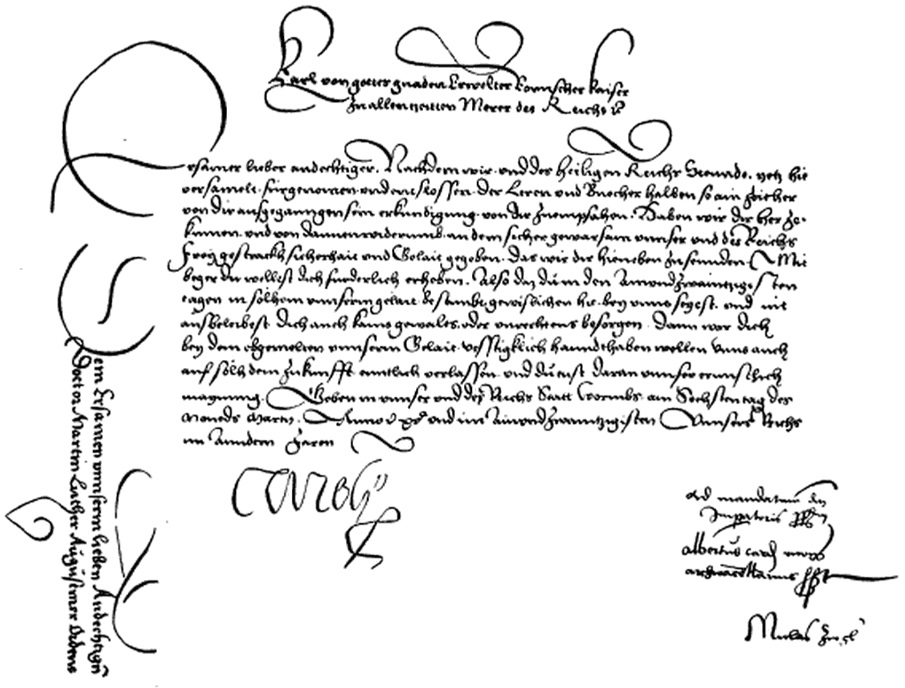
La convocazione di Lutero alla Dieta di Worms, firmata da Carlo V (Il testo a sinistra era sul retro).

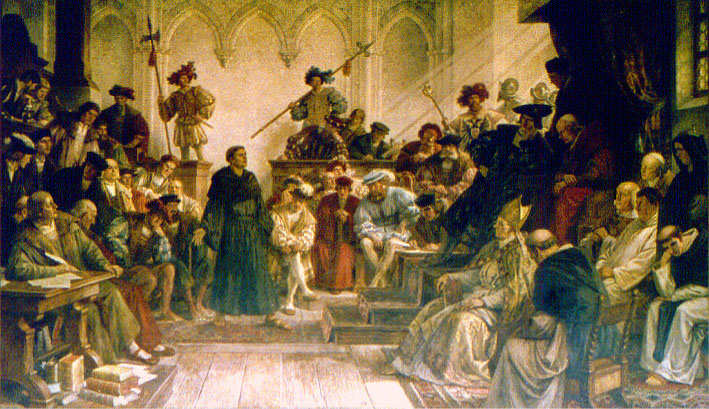
"Eccomi qui": Martin Lutero alla Dieta di Worms, 1521
Dipinto del XIX secolo di Hermann Wislicenus Hermann Wislicenus.

Fino alla fine del XV secolo la Dieta non fu formalizzata come istituzione. Invece, i duchi e gli altri principi si riunivano irregolarmente alla corte dell'imperatore. Queste assemblee erano solitamente chiamate Hoftag (dal tedesco Hof "corte"). Solo a partire dal 1489 la Dieta fu chiamata Reichstag, e fu formalmente divisa in collegia ("collegi").
Inizialmente, i due collegi erano dei principi elettori e dei restanti duchi e principi. In seguito, le città imperiali con immediatezza imperiale divennero repubbliche oligarchiche indipendenti da un sovrano locale, soggette solo all'imperatore stesso, e riuscirono a essere accettate come terze parti.
Diversi tentativi di riformare l'Impero e porre fine alla sua lenta disintegrazione, a partire dalla Dieta del 1495, non ebbero molto effetto. Al contrario, questo processo fu accelerato con la Pace di Westfalia del 1648, che vincolava formalmente l'Imperatore ad accettare tutte le decisioni prese dalla Dieta, privandolo di fatto dei suoi pochi poteri rimanenti. Da allora fino alla sua fine nel 1806, l'Impero non fu molto più di un insieme di stati ampiamente indipendenti.
Probabilmente le diete più famose furono quelle tenute a Worms nel 1495, dove fu promulgata la Riforma imperiale, e nel 1521, dove Martin Lutero fu bandito (Editto di Worms), le diete di Spira del 1526 e del 1529 (Protesta a Spira), e diverse a Norimberga (Dieta di Norimberga). Solo con l'introduzione della Dieta perpetua di Ratisbona nel 1663 la Dieta si riunì permanentemente in una sede fissa.
La Dieta imperiale di Costanza si aprì il 27 aprile 1507; riconobbe l'unità del Sacro Romano Impero e fondò la Camera imperiale, la Corte suprema dell'impero.

### Dal 1663: il “Reichstag perpetuo”
Nel 1663 venne istituita la "Dieta perpetua" (immerwährender Reichstag), con sede a Ratisbona, assemblea permanente dei rappresentanti degli ordini o Collegi elettorali che dal 1648 erano divenuti tre (Grandi Elettori, Principi e conti, Città imperiali). Essa rappresentava i soli principi tedeschi e non più i loro popoli.
Sino al 1663 la dieta imperiale fu convocata una quarantina di volte, e si riunì per un periodo che poteva andare da alcune settimane fino a qualche mese. Quando non era ancora un'istituzione permanente dell'impero, la dieta aveva inizio con la lettura della "Proposizione Imperiale", ovvero l'ordine del giorno, che era stabilito dall'imperatore, e terminava con la lettura e la promulgazione delle decisioni della dieta per mezzo del documento noto come recesso imperiale (in latino: recessus imperii; in tedesco: Reichsabschied). L'ultima dieta prima dell'istituzione della dieta perpetua fu convocata a Ratisbona, per trattare argomenti che non erano stati considerati dalla pace di Vestfalia.
Non esiste alcuna decisione formale che fece di quella del 1663 la dieta "perpetua", ma ciò era implicito nelle disposizioni della pace di Vestfalia. La dieta - secondo l'opinione della moderna storiografia - non divenne mai un vero parlamento, né un organo permanente di rappresentanza del popolo, ma rimase un'istituzione che rappresentava stati e i principi elettori. Divenne ben presto una riunione di rappresentanti, cui ben raramente prendevano parte i principi imperiali. Non per questo la sua importanza può essere considerata marginale: anche l'atto che, di fatto, pose fine al Sacro Romano Impero (Reichsdeputationshauptschluss) venne deliberato dalla Dieta.

### Dopo il 1792
Era composto dagli "Stati dell'impero" cioè da quelle entità sovrane (Reichsstände) che avevano diritto di seggio e di voto nella Dieta perpetua che dal 1667 si teneva al Reichstag di Ratisbona. Tali stati erano distinti e suddivisi per collegi elettorali, per fede religiosa, e distribuiti nei 10 circoli o Province dell'impero per un totale di 108 voti e seggi. Il numero dei suoi componenti fu sempre fluttuante fino alla fine, sia nel numero dei Grandi Elettori che in quello dei Principi. Gli Elettori, inizialmente sette, arrivarono a raggiungere a metà del XVIII secolo il numero di nove membri, con l'aggiunta del regno di Boemia, reintrodotto per volontà di Maria Teresa d'Asburgo. Il numero dei Principi ecclesiastici fu intorno alle 37 unità con relativi voti, dopo le soppressioni avvenute con il protestantesimo; quello dei Principi laici di circa 63 con l'aggiunta dei "Nuovi Principi" introdotti dalla metà del XVII secolo e 9 terre secolarizzate (ex principati ecclesiastici passati a principi protestanti). Con la Pace di Westfalia del 1648, vi fu aggiunto con diritto di voto anche il Collegio delle libere città imperiali che poteva esprimere il proprio voto solo dopo che gli altri due collegi avevano raggiunto voto unanime.
- Collegio dei principi elettori (Kurfürstenkolleg): era costituito dal 1692 dai rappresentanti degli elettori arcivescovi di Magonza, di Treviri, di Colonia, dal margravio del Brandeburgo, dal duca di Sassonia,  dal conte del Palatinato del Reno, dal re di Boemia, dal duca del Brunswick Hannover (tre ecclesiastici e 5 laici). La Baviera fu elettorato solo dal 1708 al 1780 quando si riunì alla famiglia palatina.

- Consiglio dei Principi imperiali (Reichsfürstenrat): era composto da 33 principi ecclesiastici (vescovi, prevosti e prelati-abati) e da 61 laici e da 4 sottocollegi dei Conti e Signori. I voti dei Principi laici erano distinti in 38 "Antichi Principi", 9 "Terre secolarizzate" e 13 "Nuovi Principi"; essi votavano per appello nominale in base ad un criterio di precedenza rigidamente regolamentato. Apriva i lavori del Reichstag il vicecancelliere di Magonza, il cui Arcicancelliere e grande elettore era il Presidente e il Decano di tutti i Principi dell'impero. Il primo a votare era l'Elettore di Treviri a cui seguiva quello di Colonia, eccetera. L'imperatore partecipava con due voti come arciduca d'Austria e duca di Borgogna, entrambi facenti parte del Banco ecclesiastico in ossequio alla dignità imperiale, avendo i principi ecclesiastici la precedenza su quelli laici. Il Consiglio era infatti suddiviso in Banco Ecclesiastico (Geistliche Bank) a cui appartenevano i Principi Arcivescovi (Salisburgo e Besançon fino al 1792), i principi Vescovi, i Preposti, tutti con voti individuali (Virilstimmen), i Prelati (principi abati e badesse del Reno e della Svevia) con voti collettivi (Kuriatstimmen) ed in Banco secolare (Weltliche Bank) di cui facevano parte i Duchi, i Principi, i Langravi, i Margravi, i Burgravi con voti individuali ereditari per i capifamiglia.

Il sub-Collegio dei Conti e Signori dell'impero era distinto in 4 circoli propri (Wetterau con 12 famiglie, Franconia con 17 famiglie, Svevia con 23 famiglie, Vestfalia con 32 famiglie) aventi alla Dieta 4 voti collettivi (uno per ogni circolo). Ogni soggetto che era ammesso in uno dei 4 circoli dei Conti dell'impero aveva egualitariamente un voto che poteva essere ripartito tra i rappresentanti dei vari rami sovrani di una stessa famiglia o di un solo soggetto individuale (Personaliststimmen).
- Consiglio delle città libere dell'Impero (Reichsstädtekollegium): costituito da 51 città libere dell'impero aventi 2 voti collettivi ripartiti tra le città del Banco svevo e di quello Banco renano.

## Composizione
Gli stati sovrani aventi diritto di voto (Reichsstände) avevano un preciso ordine di precedenze. Di seguito si elencano gli stati suddivisi per collegi elettorali, secondo l'ordine di precedenza di voto ed indicando tra parentesi il circolo imperiale di appartenenza:
- Collegio dei Grandi Elettori (Kur-Fürsten) -
- 1. Principato arcivescovile di Magonza (circolo elettorale del Reno), presidente e decano dell'assemblea; cattolico; i principi sono eletti dal proprio capitolo
- 2. Principato arcivescovile di Treviri (circolo elettorale del Reno); cattolico; i principi sono eletti dal proprio capitolo
- 3. Principato arcivescovile di Colonia (circolo elettorale del Reno); cattolico; i principi sono eletti dal proprio capitolo
- 4. Regno di Boemia: all'imperatore Asburgo-Lorena (nessun circolo elettorale); cattolico
- 5. Elettorato del Brandeburgo (circolo dell'Alta Sassonia); agli Hohenzollern; luterano e appartenente dal 1701 al re di Prussia
- 6. Principato Elettorale di Sassonia (circolo dell'Alta Sassonia); ai Wettin della linea albertina; cattolico, in unione personale con il Regno di Polonia
- 7. Elettorato del Palatinato (circolo elettorale del Reno); ai Wittelsbach del Palatinato; riammesso nel 1648; dal 1777 in unione con la Baviera; cattolico

Dopo trecento anni, in seguito alla Guerra dei Trent'anni vennero creati altri due elettori:
- 8. Elettorato di Baviera (circolo di Baviera); ai Wittelsbach di Baviera; cattolico
- 9. Elettorato di Brunswick-Lüneburg (circolo della Bassa Sassonia); ai Brunswick di Hannover, luterano, in unione personale con il Regno di Gran Bretagna dal 1714.

- Consiglio dei Principi (Fürsten)
  - 1. arciducato d'Austria (voto del banco ecclesiastico; circolo d'Austria) all'imperatore
  - 2. ducato di Baviera (circolo di Baviera)
  - 3. ducato di Borgogna (voto del banco ecclesiastico; circolo di Borgogna) all'imperatore
  - 4. ducato di Magdeburgo (circolo di Bassa Sassonia): all'elettore del Brandeburgo nonché re di Prussia
  - 5. arcivescovato di Salisburgo (circolo di Baviera)
  - 6. contea palatina del Palatinato-Lautern (circolo dell'Alto Reno): all'elettore del Palatinato
  - 7. arcivescovato di Besançon (circolo dell'Alto Reno, ma di fatto non esercita più il voto)
  - 8. contea palatina del Palatinato-Simmern (circolo dell'Alto Reno): all'elettore del Palatinato
  - 9. Ordine Teutonico con sede nel Gran Baliaggio di Mergentheim (circolo di Franconia) e voto del banco ecclesiastico
  - 10. ducato del Palatinato-Neuburg (circolo di Baviera): elettore del Palatinato
  - 11. vescovato di Bamberga (circolo di Franconia)
  - 12. ducato di Brema (circolo della Bassa Sassonia): elettore di Hannover
  - 13. vescovato di Würzburg (circolo di Franconia)
  - 14. ducato del Palatinato-Zweibrücken (circolo dell'Alto Reno)
  - 15. vescovato di Worms (circolo dell'Alto Reno)
  - 16. ducato del Palatinato-Veldenz (circolo dell'Alto Reno): elettore del Palatinato
  - 17. vescovato di Eichstätt (circolo di Franconia)
  - 18. ducato di Sassonia-Weimar (circolo di Alta Sassonia)
  - 19. vescovato di Spira con sede a Philippsburg (circolo dell'Alto Reno)
  - 20. ducato di Sassonia-Eisenach (al duca di Weimar; circolo dell'Alta Sassonia)
  - 21. vescovato di Strasburgo con sede a Saverne (circolo dell'Alto Reno)
  - 22. ducato di Sassonia-Coburgo-Saalfeld (circolo dell'Alta Sassonia)
  - 23. vescovato di Costanza  con sede a Meersburg (circolo di Svevia)
  - 24. ducato di Sassonia-Gotha (circolo di Alta Sassonia)
  - 25. vescovato di Augusta  con sede a Dillingen (circolo di Svevia)
  - 26. ducato di Sassonia-Altenburg (circolo dell'Alta Sassonia); al duca di Gotha
  - 27. vescovato di Hildesheim (circolo della Bassa Sassonia)
  - 28. margraviato di Brandeburgo-Ansbach (circolo di Franconia)
  - 29. vescovato di Paderborn (circolo del Basso Reno e Vestfalia)
  - 30. margraviato di Brandeburgo-Bayreuth (circolo di Franconia)
  - 31. vescovato di Frisinga (circolo di Baviera)
  - 32. ducato di Brunswick-Celle (circolo della Bassa Sassonia); all'elettore di Hannover
  - 33. vescovato di Ratisbona (circolo di Baviera)
  - 34. ducato di Brunswick-Calenberg (circolo della Bassa Sassonia); all'elettore di Hannover
  - 35. vescovato di Passavia (circolo di Baviera)
  - 36. ducato di Brunswick-Grübenhagen (circolo della Bassa Sassonia); all'elettore di Hannover
  - 37. vescovato di Trento (circolo d'Austria)
  - 38. ducato di Brunswick-Wolfenbüttel (circolo della Bassa Sassonia)
  - 39. vescovato di Bressanone (circolo d'Austria)
  - 40. principato di Halberstadt (circolo della Bassa Sassonia)
  - 41. vescovato di Basilea con sede a Porrentruy (circolo dell'Alto Reno)
  - 42. Ducato di Pomerania anteriore o svedese (circolo dell'Alta Sassonia); al re di Svezia
  - 43. vescovato di Münster (circolo del Basso Reno e Vestfalia)
  - 44. ducato di Pomerania citeriore o prussiana (circolo dell'Alta Sassonia); all'elettore del Brandeburgo
  - 45. vescovato di Osnabrück (circolo di Vestfalia)
  - 46. principato di Verden (circolo del Basso Reno e Vestfalia); all'elettore di Hannover
  - 47. vescovato di Liegi (circolo del Basso Reno e Vestfalia)
  - 48. ducato di Meclemburgo-Güstrow (circolo della Bassa Sassonia)
  - 49. vescovato di Lubecca (Eutin; circolo della Bassa Sassonia): principe protestante della casa di Oldenburg
  - 50. ducato di Meclemburgo (circolo della Bassa Sassonia); al duca del Meclemburgo Schwerin
  - 51. vescovato di Coira (dal 1720 dalla Svevia al circolo d'Austria)
  - 52. ducato di Württemberg (circolo di Svevia)
  - 53. abbazia di Fulda (vescovato dal 1752; circolo dell'Alto Reno)
  - 54. langraviato d'Assia-Kassel (circolo di Alto Reno)
  - 55. abbazia di Kempten (circolo di Svevia)
  - 56. langraviato d'Assia-Darmstadt (circolo dell'Alto Reno)
  - 57. prepositura di Ellwangen (circolo di Svevia)
  - 58. margraviato di Baden-Baden (circolo di Svevia)
  - 59. Ordine Gioannita di Malta, Gran Priorato di Heitersheim (circolo dell'Alto Reno)
  - 60. margraviato di Baden-Durlach (circolo di Svevia)
  - 61. prevostura di Berchtesgaden (circolo di Baviera)
  - 62. margraviato di Baden-Hachberg (circolo di Svevia): al margravio del Baden Durlach
  - 63. prevostura di Weissenburg (circolo dell'Alto Reno); al vescovo di Spira
  - 64. ducato di Sassonia-Lauenburg (circolo della Bassa Sassonia); all'elettore di Hannover
  - 65. prevostura di Prüm (circolo dell'Alto Reno); all’arcivescovo di Treviri
  - 66. ducato di Holstein-Glückstadt (circolo della Bassa Sassonia); al re di Danimarca
  - 67. prevostura di Stavelot e Malmedy (circolo del Basso Reno e Vestfalia)
  - 68. principato di Minden (circolo del Basso Reno e Vestfalia): all'elettore del Brandeburgo
  - 69. prevostura di Corvey (circolo del Basso Reno e Vestfalia)
  - 70. ducato di Oldenburg (circolo del Basso Reno e Vestfalia), col voto degli Holstein-Gottorp
  - 71. ducato di Savoia (circolo dell'Alto Reno): ai Savoia re di Sardegna, ma di fatto non esercita più il voto
  - 72. langraviato di Leuchtenberg (circolo di Baviera), ai terzogeniti degli elettori di Baviera
  - 73. margraviati di Anhalt (circolo dell'Alta Sassonia) nei 4 rami familiari
  - 74. contea principesca di Henneberg (circolo dell'Alta Sassonia); in condominio
  - 75. principato di Meclemburgo-Schwerin (circolo della Bassa Sassonia)
  - 76. principato di Cammin (circolo dell'Alta Sassonia): all'elettore del Brandeburgo
  - 77. principato di Ratzeburg (circolo della Bassa Sassonia); al duca del Meclemburgo Strelitz
  - 78. principato di Hersfeld (circolo dell'Alto Reno); al langravio d'Assia Kassel
  - 79. margraviato di Nomeny (circolo dell'Alto Reno); in sostituzione del principato di Gernrode dal 1765 e dal 1766 agli Asburgo;
  - 80. principato di Montbeliard (circolo di Svevia)
  - 81. ducato di Arenberg (circolo del Basso Reno e Vestfalia)
  - 82. principato di Hohenzollern (circolo di Svevia): agli Hohenzollern più anziani rispetto ai Sigmaringen
  - 83. contea principesca di Sternstein (circolo di Baviera); al principe von Lobkowitz
  - 84. principato di Salm (circolo dell'Alto Reno); ai Salm-Salm
  - 85. principato di Dietrichstein in Tarasp (circolo d'Austria)
  - 86. principato di Nassau-Hadamar (circolo del Basso Reno e Vestfalia); agli Stadtholder d'Olanda principi d'Casa d'Orange-Nassau
  - 87. principato di Nassau-Dillenburg (circolo del Basso Reno e Vestfalia); agli Stadtholder d'Olanda principi d'Casa d'Orange-Nassau
  - 88. principato di Auersperg (circolo d'Austria)
  - 89. principato della Frisia orientale (circolo del Basso Reno e Vestfalia); all'elettore del Brandeburgo dal 1744
  - 90. principato di Fürstenberg (circolo di Svevia)
  - 91. contea principesca di Klettgau (circolo di Svevia); principe von Schwarzenberg
  - 92. principato di Liechtenstein (circolo d'Austria)
  - 93. principe von Thurn und Taxis (circolo elettorale del Reno); Gran Maestro delle Poste imperiali
  - 94. principati di Schwarzburg (circolo dell'Alta Sassonia): ai principi Schwarzburg-Rudolstadt e Schwarzburg-Sondershausen;
  - 95. Prelati della Svevia (Schwäbische Prälaten)
    - Salmansweiler/Salem
    - Weingarten
    - Ochsenhausen
    - Elchingen (voto dal 1685)
    - Irsee (voto dal 1694)
    - Marchtal
    - Petershausen
    - Ursperg
    - Roth/Münchenroth
    - Roggenburg
    - Weissenau
    - Schüssenried
    - Zweifalten (voto dal 1749)
    - Abbazia di Heggbach, femminile
    - Abbazia di Gutenzell, femminile
    - Abbazia di Rottenmünster, femminile
    - Abbazia di Baindt, femminile
    - Abbazia di Söflingen, femminile
    - St. Georg in Isny (voto dal 1782)
    - Gengenbach (voto dal 1751)
    - Neresheim (voto dal 1766)
    - Wettenhausen (badessa, voto dal 1792)
    - commenda teutonica d'Austria (voto dal 1729)
    - Göss (fino al 1782)
    - St. Ulrich e St. Afra in Augusta (voto dal 1792)

  - 96. Conti della Wetterau (Wetterauische Gräfen)
    - Nassau-Usingen (principi dal 1688)
    - Nassau-Weilburg (principi dal 1688)
    - Nassau-Saarbrücken (principi dal 1737)
    - Solms (linee di Braunfels, Lich, Laubach)
    - Hanau-Münzenberg: al langravio d'Assia
    - Hanau-Lichtenberg: al langravio d'Assia-Darmstadt
    - Königstein ed Eppstein: in condomionio tra l'elettore di Magonza e il langravio d'Assia-Darmstadt
    - Königstein: ai  principi-conti di Stolberg-Stolberg
    - Isenburg (il ramo di Birstein è principesco dal 1744), suddivisi in varie linee
    - Sayn-Wittgenstein-Berleburg (principi dal 1792)
    - Sayn-Wittgenstein-Wittgenstein
    - Salm (il ramo di Salm principesco dal 1739, il ramo di Kyrburg dal 1742)
    - Leiningen-Dagsburg (un ramo è principesco dal 1779), suddivisi in varie linee
    - Leiningen-Westerburg, suddivisi in varie linee
    - Münzenfelden: in condominio tra l'elettore di Treviri e il principe Nassau-Orange come conte di Nassau-Dietz
    - (Kolb von) Wartenberg per la signoria di Ellstadt (1707-1789)
    - Reuss (voto dal 1773), suddivisi in varie linee
    - Nieder Isenburg: condomionio tra l'elettore di Magonza e i conti poi principi Wied-Runkel
    - Reipoltskirchen: ai conti Meerscheid von Hillesheim (1722-1777)
    - Ortenburg: conti indipendenti ma il loro voto è contestato dall'elettore di Baviera
    - Schönburg-Waldenburg: ai conti omonimi dal 1740, suddivisi in varie linee.

  - 97. Prelati del Reno (Rheinische Prälaten)
    - Odenheim e Bruchsal: prevostura del vescovo di Spira
    - commenda teutonica di Coblenza
    - Burtscheid (badessa; voto dal 1756)
    - Cornelimünster
    - commenda teutonica di Alsazia e Borgogna
    - Abbazia di Augusta
    - Abbazia di Essen, femminile
    - Abbazia di Buchau, femminile
    - Abbazia di Quedlinburg, evangelica femminile
    - Abbazia di Herford, evangelica femminile
    - Abbazia di Niedermünster, femminile
    - Abbazia di Obermünster, femminile
    - Thorn (badessa), evangelica
    - Werden
    - Abbazia di Murbach e abbazia di Lure (fino al 1764)
    - Abbazia di Gandersheim, luterana femminile; (voto dal 1709)[senza fonte]
    - Münsterbilzen (badessa; voto dal 1734 fino al 1773), evangelica
    - Sankt Emmeran (voto dal 1731, autonomo dal vescovo di Ratisbona dal 1762)
    - Kaisersheim (voto dal 1756)
    - Käppel (voto dal 1773)
    - Unterlinden (badessa; fino al 1790)
    - Remiremont (badessa; fino al 1790), senza voto
    - Sankt Gregorienthal/Marmoutier (fino al 1790)

  - 98. Conti della Svevia (Schwäbische Gräfen)
    - Contea di Heiligenberg ai principi Fürstenberg
    - Buchau (principessa-badessa; voto dal 1695)
    - Lindau (badessa)
    - commenda teutonica di Altshausen (voto dal 1725)
    - Öttingen: varie linee
    - Montfort, Tettnang, estinti nel 1779 (dal 1780 voto all'Austria)
    - Helfenstein e Geislingen (voto dal 1740); all'elettore di Baviera
    - Klettgau e Sulz: principe Schwarzenberg
    - Contea di Königsegg: al più vecchio di due linee
    - (Truchsess von) Waldburg: sei linee
    - Contea di Eberstein: margravio di Baden-Baden
    - Hohengeroldseck: conte der Leyen (voto dal 1711)
    - Fugger: linee di Kirchberg, Nordendorf e di Babenhausen con diritto di voto
    - Hohenems: principi con voto fino al 1712; estinti nel 1759 dal 1760 all'Austria
    - Bonndorf (all'abate di St. Blasien)
    - Egloff e Müglen: conte Abensberg-Traun
    - Thannhausen: conte von Stadion
    - Eglingen: conte von Gravenegg
    - Fürstenberg-Stühlingen, langravio, ramo cadetto di Fürstenberg
    - Khevenhüller-Metsch (voto personale dal 1792)
    - Contea di Hohenzollern, il più giovane dei due Hohenzollern

  - 99. Conti della Franconia (Fränkische Gräfen)
    - Hohenlohe: linee di Neuenstein e Waldenburg con vari rami familiari
    - Erbach: tre linee familiari
    - Wertheim: alle linee di Löwenstein Wertheim Rochefort e di Virneburg
    - Limpurg: feudo allodiale dei vari eredi in linea femminile di Gaildorf e Speckfeld
    - Rieneck: burgraviato condominiale dell'elettorato di Magonza, Langraviato d'Assia-Darmstadt, vescovo di Würzburg e conte von Nostitz per la sola città
    - Seinsheim e Schwarzenberg: principe von Schwarzenberg
    - Wolfstein: feudo allodiale in condominio dei conti Hohenlohe-Kirchberg e di Giech (voto dal 1740)
    - Reichelberg: conte Schönborn dal 1696
    - Wiesentheid: conte Schönborn dal 1701
    - Principe von Windisch-Grätz (voto personale)
    - Principe Orsini von Rosenberg (voto personale)
    - Principe von Starhemberg (voto personale) 1719
    - Conte von Würmbrand-Stuppach (voto personale) 1726
    - Conte von Giech zu Thurnau (voto personale) 1726
    - Conte de Ottenbach (voto personale)
    - Conte von Pückler (voto personale) 1740
    - Conte von Rechberg-Rothenlöwen 1740
    - Conti von Castell: tre linee (voto dal 1773)

  - 100. Conti della Westfalia (Westphälische Gräfen)
    - Sayn-Altenkirchen: margravio Hohenzollern-Ansbach dal 1741
    - Sayn-Hachenburg: burgravio von Kirchberg-Farnrode (1715-1799)
    - Oldenburgo e Delmenhorst: già al re di Danimarca (1666), poi riuniti nel ducato di Oldenburg (1776)
    - Tecklenburgo: all'elettore del Branderburgo dal 1704
    - Schleiden e Saffenburg (voto dal 1748): conte der Mark-Lummen dal 1594, e dal 1773 al principe Arenberg
    - Alta Wied: conte di Wied-Runkel dal 1765
    - Wied: conte di Neuwied dal 1648
    - Schaumburg Lippe: in condominio tra il langravio d'Assia-Kassel e il conte di Schaumburg-Lippe
    - Lippe (Detmold; con dignità principesca personale dal 1720, poi ereditaria dal 1789) dal 1528
    - Contea di Hoya: al Re di Gran Bretagna
    - Contea di Diepholz: al Re di Gran Bretagna
    - Contea di Spiegelberg: al Re di Gran Bretagna
    - Bentheim vari rami familiari dal 1486
    - Löwenstein-Wertheim: al conte Löwenstein-Wertheim-Virneburg e alla linea principesca (1712) di Rochefort
    - Rietberg: contessa Cirksena di Frisia, conte e principe von Kaunitz dal 1758
    - Pyrmont: principe von Waldeck dal 1631
    - Reckheim: conte von Aspremont-Linden (voto dal 1792)
    - Anholt: principe von Salm Salm (voto dal 1719)
    - Winneburg e Beilstein: conte von Metternich (voto dal 1695)
    - Holzapfel: langravio d'Anhalt-Bernburg-Scahumburg-Hoym (voto dal 1709)
    - Wittem, Eyss, Slenaken: conte von Plettenberg (voto dal 1722)
    - Gehmen e Illeraichen: conte von Limburg Stirum dal 1718
    - Gimborn: principe von Schwarzenberg dal 1696 fino al 1782
    - Reichenstein, Landskron: conte Nesselrode (voto dal 1705)
    - Hallermund: conte von Platen (voto dal 1709)
    - Rheineck: conte von Sinzendorf (voto dal 1665)
    - Dyck: conte Salm-Reifferscheid
    - Kerpen e Lommersum: conte von Schäsberg dal 1715
    - Blankenheim e Geroldstein: conte von Manderscheid dal 1699 al 1780
    - Stirum: conte von Limburg dal 1679
    - conte von Kaunitz dal 1718 con voto personale

- Collegio delle libere città imperiali (Reichsfreistädte)
  - Banco del Reno (Rhenisch Bank)
    - 1. Colonia, città protestante non soggetta all'arcivescovo elettore
    - 2. Aquisgrana, cattolica
    - 3. Lubecca, parte non soggetta al vescovo
    - 4. Worms, parte protestante non soggetta al vescovo
    - 5. Spira, parte protestante non soggetta al vescovo
    - 6. Francoforte
    - 7. Goslar
    - 8. Brema (con voto dal 1744)
    - 9. Amburgo (con voto dal 1772)
    - 10. Mülhlausen
    - 11. Nordhausen
    - 12. Dortmünd
    - 13. Friedberg
    - 14. Wetzlar

- - Banco della Svevia (Schwäbisch Bank)
    - 15. Augusta, paritaria (pari diritti tra cattolici e protestanti) parte protestante non soggetta al vescovo
    - 16. Memmingen
    - 17. Biberach, paritaria
    - 18. Ravensburg, paritaria
    - 19. Kempten, parte non soggetta all'abate
    - 20. Kaufbeuren
    - 22. Esslingen
    - 23. Schwäbisch Hall
    - 24. Dinkelsbühl, paritaria
    - 25. Reutlingen
    - 26. Buchhorn, cattolica
    - 27. Ratisbona, sede della dieta, parte non soggetta al vescovo
    - 28. Norimberga
    - 29. Lindau
    - 30. Rothenburg
    - 31. Windsheim
    - 32. Schweinfurth
    - 33. Pfüllendorf, cattolica
    - 34. Bopfingen
    - 35. Offenburg, cattolica
    - 36. Weissemburg
    - 37. Ulma, direzione delle città protestanti
    - 38. Nördlingen
    - 39. Schwäbisch Gmünd
    - 40. Weil der Stadt, cattolica
    - 41. Isny
    - 42. Leutkirch
    - 43. Wimpfen
    - 45. Gengenbach, cattolica
    - 46. Giengen
    - 47. Heilbronn
    - 48. Rottweil, cattolica
    - 49. Überlingen, cattolica
    - 50. Wangen, cattolica
    - 44. Aalen
    - 21. Buchau, cattolica
    - 51. Zell am Harmersbach, cattolica

### Dopo il Trattato di Lunéville
Con la Pace di Luneville le gravose condizioni imposte da Napoleone sconvolsero la struttura dell'impero. Anche la composizione della sua Dieta fu profondamente mutata nella presenza dei suoi membri. Molti dei principati ecclesiastici scomparvero, venendo assorbiti dai principati laici che ampliarono i propri possessi. Nuovi principi furono introdotti con diritto di voto al Reichstag. I tre collegi elettorali che componevano il Reichstag subirono così delle trasformazioni.
Il Consiglio del Grandi Elettori vide aboliti i due elettorati ecclesiastici di Treviri e di Colonia, mentre quello di Magonza fu cambiato in quello di Aschaffenburg. Furono aggiunti nel collegio i nuovi elettori di Salisburgo, Assia Kassel, Württemberg e Baden e tali rimasero fino alla fine dell'impero, nonostante le richieste dello zar di Russia di creare un nuovo elettorato in favore del Ducato di Meclemburgo-Schwerin.
Il consiglio dei Grandi elettori è così composto:
- principe di Aschaffenburg, Vescovato di Ratisbona, arcicancelliere dell'impero
- principe e conte palatino di Baviera, arcisiniscalco dell'impero
- principe e Duca di Sassonia, feldmaresciallo dell'impero
- principe e Margravio di Brandeburgo, arciciambellano dell'impero e Re di Prussia
- principe e Duca di Brunswick-Lüneburg Hannover, arcitesoriere dell'impero e Re di  Gran Britannia
- principe e Margravio del Baden
- principe e langravio
- principe e Langravio d'Assia-Kassel
- principe e Duca di Salisburgo dal 1803

Il collegio dei Principi raggiunge invece, dopo il 1801, 131 voti e seggi:
- 1. Arciducato d'Austria: Asburgo Lorena
- 2. ducato d'Alta Baviera: elettori von Wittelsbach di Baviera
- 3. Ducato di Stiria (nuovo): Asburgo Lorena
- 4. principato di Magdeburgo: elettore von Hohenzollern e re di Prussia
- 5. Principato arcivescovile di Salisburgo fino al 1803 poi elettorato laico in favore dell'ex granduca di Toscana Ferdinando III di Toscana
- 6. ducato della Bassa Baviera (nuovo): elettore von Casato di Wittelsbach di Baviera
- 7. principato vescovile di Ratisbona, nel 1803 è principato primaziale dell'ex Elettorato di Magonza fino al 1810
- 8. ducato palatino di Palatinato-Sulzbach (nuovo): Baviera
- 9. Ordine teutonico: gran maestro Asburgo Lorena
- 10. ducato palatino di Palatinato-Neuburg: Baviera
- 11. Principato vescovile di Bamberga fino al 1803 poi alla Baviera
- 12. ducato di Brema-Verden: elettore von Brunswick  Hannover e re di Gran Bretagna
- 13. Margraviato di Meißen (nuovo)
- 14. Ducato di Jülich e Ducato di Berg (nuovo): Baviera
- 15. Principato vescovile di Würzburg, secolarizzato nel 1802 e acquisito dalla Baviera e poi dall'ex granduca di Toscana (1805) per ritornare poi alla Baviera
- 16. Ducato di Carinzia (nuovo): Asburgo Lorena
- 17. principe vescovo di Eichstätt, secolarizzato nel 1802 e ceduto all'ex granduca di Toscana fino al 1805
- 18. ducato di Sassonia-Coburgo
- 19. principato di Bruchsal e Odenheim per il Vescovato di Spira(nuovo): secolarizzato nel 1803 e ceduto all'elettore del Baden
- 20. ducato di Sassonia-Gotha
- 21. contea principesca di Ettenheim per il Principato vescovile di Strasburgo (nuovo): nel 1803 è secolarizzato e ceduto al Baden
- 22. ducato di Sassonia-Altenburg
- 23. Principato vescovile di Costanza: secolarizzato nel 1803 è ceduto al Baden
- 24. ducato di Sassonia-Weimar
- 25. Principato vescovile di Augusta: secolarizzato nel 1803 è ceduto alla Baviera
- 26. ducato di Sassonia-Eisenach
- 27. principato vescovile di Hildesheim: secolarizzato nel 1802 è ceduto alla Prussia
- 28. margraviato di Brandeburgo Ansbach: Prussia
- 29. Principato vescovile di Paderborn: secolarizzato nel 1802 è dato alla Prussia
- 30. margraviato di Brandeburgo BayreuthMargraviato di Brandeburgo Bayreuth: Prussia
- 31. principato vescovile di Frisinga: secolarizzato nel 1803 è annesso dalla Baviera
- 32. ducato di Brunswick-Wolfenbüttel
- 33. Langraviato di Turingia (nuovo): elettore von  Wettin di Sassonia e duchi della linea sassone ernestina
- 34. ducato di Lüneburg-Celle: Hannover
- 35. principato vescovile di PassauPrincipato vescovile di Passau: secolarizato nel 1803 è ceduto all'elettore di Salisburgo fino al 1805, e successivamente alla Baviera
- 36. Principato di Calenberg: Hannover
- 37. Principato vescovile di Trento: nel 1803 è secolarizzato e ceduto alla Baviera
- 38. Ducato di Brunswick Grubenhagen: Hannover
- 39. Principato vescovile di Bressanone: nel 1803 è secolarizzato e ceduto alla Baviera
- 40. Principato di Halberstadt: Prussia
- 41. Ducato di Carniola (nuovo): Asburgo Lorena
- 42. Baden-Baden: Baden
- 43. Württemberg Teck (nuovo): elettore von Württemberg
- 44. Margraviato di Baden-Durlach: elettore del Baden
- 45. principato vescovile di Osnabrück: secolarizzato nel 1803 è ceduto alla Prussia
- 46. principato di Verden: Prussia
- 47. Principato vescovile di Münster: secolarizzato nel 1802 è ceduto alla Prussia
- 48. margraviato del Baden Hochberg: Baden
- 49. principato vescovile di Lubecca-Eutin: secolarizzato nel 1802 è confermato come principato secolare agli Holstein Gottorp di Eutin, duchi di Oldenburg
- 50. Margraviato di Meißen: elettore di Sassonia
- 51. Hanau (nuovo): elettore d'Assia Kassel
- 52. Ducato di Holstein-Glückstadt: re di Danimarca
- 53. Principato vescovile di Fulda: secolarizzato nel 1802 è ceduto al principe d'Orange-Nassau fino al 1807
- 54. Granducato di Oldenburg
- 55. Principato abbaziale di Kempten: secolarizzato nel 1803 è ceduto alla Baviera
- 56. Ducato di Meclemburgo-Schwerin
- 57. principato abbaziale di Ellwangen: secolarizzato nel 1802 è ceduto al Württemberg
- 58. Ducato di Meclemburgo-Güstrow
- 59. Gran priorato di Heitersheim: secolarizzato nel 1802 passa all'elettore del Baden
- 60. Langraviato d'Assia-Darmstadt
- 61. principato abbaziale di Berchtesgaden: secolarizzato nel 1803 è ceduto a Salisburgo e nel 1805 all'Austria
- 62. Langraviato d'Assia-Kassel: elettore
- 63.  Ducato di Vestfalia(nuovo): secolarizzato passa alla Prussia
- 64. ducato della Pomerania Anteriore: Prussia
- 65. ducato della Pomerania citeriore
- 66. ducato d'Holstein-Gottorp
- 67. margraviato di Brisgau (nuovo): Asburgo Lorena
- 68. ducato di Sassonia-Lauenburg: Hannover
- 69. Principato vescovile di Corvey: secolarizzato nel 1802 è ceduto ai principi d'Orange-Nassau fino al 1807
- 70. contea principesca di Minden: Prussia
- 71. burgraviato di Meissen (nuovo): Sassonia
- 72. langraviato di Leuchtenberg: Baviera
- 73. Ducato di Anhalt
- 74. contea principesca di Sassonia Henneberg: condominio tra la Sassonia e ducati sassoni ernestini
- 75. principato di Schwerin: Meclemburgo
- 76. Principato vescovile di Cammin: Prussia
- 77. principato di Ratzeburg: Ducato di Meclemburgo-Strelitz
- 78. principato di Hersfeld: elettore d'Assia-Kassel

- 79. Contea principesca del Tirolo (nuovo): Asburgo-Lorena
- 80. contea principesca di Tubinga (nuovo): Württemberg
- 81. principato di Querfurt (nuovo): Prussia
- 82. principato d'Aremberg (trasferito)
- 83. principato d'Hohenzollern-Hechingen
- 84. contea principesca di Fritzlar (nuovo): Assia Kassel
- 85. principe von Lobkowicz: suddito austriaco
- 86. principato von Salm Salm (nuovo)
- 87. principe von Dietrichstein: suddito austriaco
- 88. principato di Nassau Hadamar Orange-Nassau
- 89. principato abbaziale di Zweifalten (nuovo): Württemberg
- 90. principato di Nassau-Dillenburg
- 91. principe von Auersperg: suddito austriaco
- 92. principato d'Assia Starkenburg (nuovo): Assia Darmstadt
- 93. principato della Frisia: Prussia
- 94. principato di Fürstenberg: suddito austriaco
- 95. principe von Schwarzenberg: suddito austriaco
- 96. principato di Göttingen (nuovo): Hannover
- 97. principato di Mindelheim (nuovo): Baviera
- 98. principato di Liechtenstein
- 99. principe von Thurn und Taxis
- 100. principi von Schwarzburg
- 101. contea principesca d'Ortenau (nuovo): Asburgo Lorena
- 102. principato d'Aschaffenburg: al principe primate di Ratisbona
- 103. ducato di Eichsfeld: Prussia
- 104. contea principesca di Blankenburg: Prussia
- 105. principato di Stargard: Prussia
- 106. principato di Erfurt (nuovo): Prussia
- 107. principe von Nassau Usingen (nuovo)
- 108. principe von Nassau Weilburg (nuovo)
- 109. principato d'Hohenzollern Sigmaringen
- 110. principato di Salm Kyrburg (nuovo)
- 111. principato di Furstenberg Baar e Stühlingen (nuovo)
- 112. principato di Schwarzenberg Klettgau (nuovo): al principe von Schwarzenberg (cfr. 95)
- 113. principe von Thurn und Taxis per Buchau (nuovo)
- 114. principato di Waldeck (nuovo)
- 115. principe von Löwenstein Wertheim (nuovo):
- 116. principato di Öttingen Spielberg (nuovo)
- 117. principato di Öttingen Wallerstein (nuovo)
- 118. principato di Solms Braunfels (nuovo)
- 119. principati di Hohenlohe Neuenstein (nuovo)
- 120. principato di Hohenlohe Waldenburg Schillingsfurst (nuovo)
- 121. principato di Hohenlohe Waldenburg Bartenstein
- 122. principato di Isenburg Birstein (nuovo)
- 123. principe von Kaunitz Rietberg (nuovo): suddito austriaco
- 124. principato di Reuss von Plauen Greitz (nuovo)
- 125. principato di Leiningen (nuovo)
- 126. principato di Lingen (nuovo)
- 127. principe de Looz Corswarem (nuovo)
- 128. conti di Svevia
- 129. conti di Wetterau
- 130. conti di Franconia
- 131. conti di Westfalia

Il collegio delle città imperiali continuò ad esistere sebbene molte città fossero progressivamente annesse dai vari principati limitrofi:
- 1. Aalen dal 1803 al Württemberg
- 2. Amburgo dal 1810 alla Francia fino al 1812
- 3. Augusta dal 1806 alla Baviera
- 4. Berchtesgaden dal 1803 alla Baviera
- 5. Biberach an der Riss dal 1803 al Baden e dal 1806 al Wūrttemberg
- 6. Bopfingen dal 1802 alla Baviera
- 7. Brema libera città anseatica, dal 1806 alla Francia
- 8. Buchau dal 1803 ai principi von Thurn und Taxis fino al 1806
- 9. Buchhorn dal 1806 al Württemberg e ribattezzata Friedrichshafen
- 10. Colonia fino al 1806
- 11. Dinkelsbühl dal 1802 alla Baviera
- 12. Dortmund dal 1802 ai principi di Nassau-Orange fino al 1815
- 13. Eberach dal 1803 al principe von Leiningen fino al 1806 poi al Baden
- 14. Esslingen dal 1803 al Württemberg
- 15. Francoforte dal 1806 al principe primate di Ratisbona e Aschaffenburg
- 16. Friedberg dal 1806 all'elettore d'Assia Kassel
- 17. Gelnhausen dal 1803 all'Assia Kassel
- 18. Gengenbach dal 1803 all'elettore del Baden
- 19. Giengen dal 1803 alla Baviera
- 20. Goslar dal 1803 alla Prussia
- 21. Heilbronn dal 1802 è annessa dal Württemberg
- 22. Hildesheim dal 1802 all'Hannover
- 23. Isny dal 1802 ai conti Quadt zu Wykradt fino al 1806
- 24. Kaufeuren dal 1803 alla Baviera
- 25. Kempten nel 1802 passa alla Baviera
- 26. Leutkirchen dal 1803 alla Baviera fino al 1810
- 27. Lindau, dal 1802 al principe Karl von Bretzenheimm nel 1804 all'Austria, nel 1805 alla Baviera
- 28. Lubecca, libera città anseatica
- 29. Memmingen dal 1802 alla Baviera
- 30. Mülhausen dal 1802 alla Prussia
- 31. Nördlingen dal 1802 alla Baviera
- 32. Nordhausen dal 1802 alla Prussia
- 33. Norimberga dal 1806 alla Baviera
- 34. Offenburg dal 1803 al Baden
- 35. Pfüllendorf dal 1803 al Baden
- 36. Ratisbona dal 1802 è sede del principe primate
- 37. Ravensburg dal 1803 alla Baviera fino al 1810
- 38. Reutlingen dal 1803 al Württemberg
- 39. Rothenburg dal 1803 alla Baviera
- 40. Rottweil dal 1803 al Württemberg
- 41. Schwäbisch Gmünd dal 1803 al Württemberg
- 42. Schwäbisch Hall dal 1802 al Württemberg
- 43. Schweinfurt dal 1802 alla Baviera
- 44. Überlingen dal 1803 al Baden
- 45. Ulma dal 1803 alla Baviera
- 46. Wangen dal 1802 alla Baviera fino al 1810
- 47. Weil dal 1803 al Württemberg
- 48. Weissenburg dal 1802 alla Baviera
- 49. Wetzlar dal 1803 all'Assia
- 50. Wimpfen dal 1803 al Baden
- 51. Windsheim dal 1802 alla Baviera
- 52. Zell dal 1803 al Baden

## Il Reichstag in Germania
Con la caduta del Sacro Romano Impero e la costituzione post-napoleonica della Confederazione Germanica (Deutscher Bund, 1815) venne ricostituito il Reichstag a Francoforte con gli stati superstiti: 
- Impero d'Austria
- Regno di Prussia
- Regno di Baviera
- Regno di Sassonia
- Regno di Hannover in unione personale con il regno Unito della Gran Bretagna dal 1714 fino al 1837; annesso alla Prussia nel 1866
- Regno del Württemberg
- Principato elettorale d'Assia (Assia elettorale), annesso alla Prussia nel 1866
- Granducato del Baden
- Granducato d'Assia
- Granducato d'Oldenburgo
- Granducato di Lussemburgo in unione con i Paesi Bassi fino al 1839
- Granducato di Sassonia-Weimar
- Granducato di Meclemburgo-Schwerin
- Granducato di Meclemburgo-Strelitz
- Ducato di Holstein in unione con la Danimarca dal XV secolo fino al 1864
- Ducato di Sassonia Gotha-Altenburgo
- Ducato di Sassonia-Meiningen
- Ducato di Sassonia-Coburgo
- Ducato di Sassonia-Hildburghausen
- Ducato di Nassau, annesso alla Prussia nel 1866
- Ducato di Brunswick
- Ducato di Anhalt-Dessau
- Ducato di Anhalt-Köthen
- Ducato di Anhalt-Bernburg
- Principato di Schwarzburg-Rudolstadt
- Principato di Schwarzburg-Sondershausen
- Principato di Liechtenstein
- Principato di Reuss-Greiz e Gera
- Principato di Reuss-Schleiz
- Principato di Lippe
- Principato di Schaumburg-Lippe
- Principato di Waldeck-Pyrmont
- Principato di Assia-Homburg, annesso all'Assia-Darmstadt e alla Prussia (Meisenheim) nel 1866. In seguito questo territorio venne riacquistato dall'Assia-Darmstadt e il langraviato formalmente accorpato all'elettorato di Assia-Kassel, al Ducato di Nassau ed alla città libera di Francoforte sul Meno formando la provincia prussiana di Assia-Nassau.
- Principato di Hohenzollern-Sigmaringen, annesso alla Prussia nel 1849
- Principato di Hohenzollern-Hechingen, annesso alla Prussia nel 1849
- Libera città anseatica di Lubecca
- Libera città anseatica di Amburgo
- Libera città anseatica di Brema
- Libera città di Francoforte, annessa alla Prussia nel 1866
- Signoria di Kniphausen e Varel dal 1825 al 1845.

Con il nuovo Impero tedesco (Deutsches Reich) la sede del Reichstag divenne finalmente Berlino. Era presieduto dai capi di governo prussiani e cancellieri dell'impero e dai deputati eletti a suffragio universale diretto. Il Reichstag imperiale non aveva di fatto alcuna influenza decisionale sulla politica imperiale ormai dominata dai prussiani. Infatti era affiancato dal Bundesrat, l'assemblea dei rappresentanti dei 25 principi tedeschi superstiti federati con la Prussia, dove l'imperatore assumeva la figura di sovrano quasi assoluto. A tale proposito si parlava di Kaiserreich, individuando con tale termine la monarchia federale tedesca a differenza dell'antico Reich che designava il primo impero come entità statale, ma senza individuarne la forma monarchica.
Nella costituzione imperiale del 1871, il Reichstag era formato da 382 membri eletti a suffragio universale, diretto ed a scrutinio segreto, che esercitava, con un mandato di 5 anni, il potere legislativo insieme al Consiglio federale (Bundesrat) in un sistema bicamerale perfetto, dove, cioè, l'accordo delle maggioranze di entrambe le camere era necessaria e sufficiente per l'approvazione di ogni legge. Di tale composizione ben 236 deputati erano prussiani. Questa costituzione, però, subordinava l'assemblea nazionale a quella federale, in quanto il Reichstag poteva non essere convocato al momento della convocazione del Bundesrat, ma non l'inverso. Va aggiunto, inoltre, che la dieta non influenzava né esprimeva alcun voto sul Cancelliere, la cui nomina era esclusivamente affidata all'arbitrio dell'Imperatore.

### Repubblica di Weimar e Germania nazista
La Costituzione della Repubblica di Weimar (1919), affidava il potere legislativo esclusivamente al Reichstag. Il Reichsrat poteva solo opporsi alle leggi approvate dalla dieta, provocando una procedura di conciliazione tra le due camere, la quale se non portava ad una conclusione positiva avrebbe condotto ad un referendum o alla promulgazione della legge o alla sua non promulgazione a seconda che la dieta avesse espresso il suo voto favorevole con una maggioranza dei due terzi. Al Reichstag, inoltre, veniva attribuita la nomina del governo, infatti, il Cancelliere ed i ministri, benché nominati dal Presidente della Repubblica, avevano bisogno della fiducia della camera "nazionale", senza la quale erano obbligatorie le dimissioni.
Dopo la seconda guerra mondiale il Reichstag, nella Repubblica Federale Tedesca, è stato sostituito dal Bundestag (Dieta federale), unico detentore del potere legislativo federale, mentre nella Repubblica Democratica Tedesca dalla Camera del popolo, legislatore unicamerale. Il Bundesrat, infatti, ha solo il potere di ritardare l'approvazione delle leggi o di promuoverne delle modifiche. I rapporti con l'esecutivo sono disciplinati dall'articolo 63 della legge fondamentale, il quale dispone che il Cancelliere federale sia eletto senza dibattito dalla Dieta federale su proposta del Presidente federale. La medesima camera può esprimere la propria sfiducia solo eleggendone uno nuovo contestualmente (cosiddetta sfiducia costruttiva).

## Il Reichstag in Austria
Vi fu un Reichstag in Austria nel 1848-1849; il termine fu successivamente evitato e nel 1861 fu introdotto il Reichsrat per sottolineare la sua funzione meramente consultiva nei confronti dell'imperatore. Con il compromesso austro-ungarico del 1867, tuttavia, anche il parlamento ungherese si poté chiamare con il termine Reichstag.

## Raccolta delle riunioni
Dopo la formazione del nuovo Impero tedesco nel 1871, la Commissione storica dell'Accademia bavarese delle scienze iniziò a raccogliere i registri imperiali (Reichsakten) e i registri delle diete imperiali (Reichstagsakten). Nel 1893 la commissione pubblicò il primo volume. Attualmente vengono raccolti e studiati gli anni 1524-1527 e gli anni fino al 1544. Un volume che tratta della Dieta di Ratisbona del 1532, comprese le trattative di pace con i protestanti a Schweinfurt e Norimberga, di Rosemarie Aulinger di Vienna è stato pubblicato nel 1992.

## Elenco delle riunioni
| Anno      | Posto                                                           | Presidente                       | Tema |
| --------- | --------------------------------------------------------------- | -------------------------------- | --- |
| 754       | Quierzy-sur-Oise                                                | Pipino il Breve                  | Donazione di Pipino a papa Stefano II |
| 777       | Paderborn                                                       | Carlo Magno                      | Prima Dieta in terra sassone, il duca Widukind si rifiutò di presentarsi |
| 782       | Lippspringe                                                     | Carlo Magno                      | Divisione della Sassonia in Gaue sotto i conti franchi |
| 788       | Ingelheim am Rhein                                              | Carlo Magno                      | Deposizione del duca Tassilone III di Baviera |
| 799       | Paderborn                                                       | Carlo Magno                      | Carlo Magno approva con papa Leone III la sua installazione come imperatore |
| 806       | Dietenhofen                                                     | Carlo Magno                      | Divisione dell'Impero Carolingio tra Pipino d'Italia, Carlo il Giovane e Ludovico il Pio |
| 817       | Aquisgrana                                                      |                                  | |
| 826       | Sconosciuto                                                     |                                  | Invito dei Sorbi |
| 829       | Worms                                                           |                                  | |
| 831       | Aquisgrana                                                      |                                  | |
| 835       | Dietenhofen                                                     | Ludovico il Pio                  | |
| 838       | Spira                                                           | Ludovico il Pio                  | |
| 872       | Forchheim                                                       | Ludovico II il Germanico         | |
| 874       | Forchheim                                                       | Ludovico II il Germanico         | Discussione e regolamentazione dell'eredità |
| 887       | Trebur                                                          |                                  | |
| 889       | Forchheim                                                       | Arnolfo di Carinzia              | |
| 892       | Forchheim                                                       | Arnolfo di Carinzia              | Preparare una guerra contro gli slavi |
| 896       | Forchheim                                                       | Arnolfo di Carinzia              | |
| 903       | Forchheim                                                       | Ludovico IV il Fanciullo         | Esecuzione del ribelle Babenberg Adalhard |
| 907       | Forchheim                                                       | Ludovico IV il Fanciullo         | Consiglio sugli attacchi magiari |
| 911       | Forchheim                                                       |                                  | Elezione di Corrado di Franconia Re |
| 914       | Forchheim                                                       | Corrado di Franconia             | Guerra contro Arnolfo I di Baviera |
| 919       | Fritzlar                                                        |                                  | |
| 926       | Worms                                                           | Enrico l'Uccellatore             | |
| 952       | sui prati del Lech vicino ad Augusta                            | Ottone I                         | |
| 961       | Forchheim                                                       | Ottone I                         | |
| 967       | Ravenna                                                         | Ottone II                        | |
| 972       | Quedlinburg                                                     |                                  | Ottone I celebrò il matrimonio di suo figlio con la principessa bizantina Teofano e molti stranieri vennero a festeggiare con loro. Gli inviati ungheresi vennero a chiedere sacerdoti missionari. |
| 976       | Ratisbona                                                       |                                  | |
| 978       | Dortmund                                                        | Ottone II                        | Guerra contro la Francia in autunno |
| 983       | Verona                                                          |                                  | Elezione di Ottone III |
| 985       | Sconosciuto                                                     |                                  | Fine dell'usurpazione di Enrico il Litigioso |
| 993       | Dortmund                                                        | Ottone III                       | |
| 1018      | Nimega                                                          | Enrico II                        | Preparazione della battaglia di Vlaardingen |
| 1030      | Minden                                                          | Corrado II                       | |
| 1066      | Trebur                                                          |                                  | |
| 1076      | Worms                                                           | Enrico IV                        | |
| 1077      | Augusta                                                         |                                  | |
| 1098      | Magonza                                                         | Enrico IV                        | |
| 1105      | Ingelheim am Rhein                                              | Enrico IV                        | |
| 1119      | Trebur                                                          | Enrico IV                        | |
| 1122      | Worms                                                           | Enrico V                         | |
| 1126      | Spira                                                           | Enrico V                         | |
| 1146      | Spira                                                           | Corrado III                      | Decisione di partecipare alla seconda crociata |
| 1147      | Francoforte                                                     | Corrado III                      | |
| 1152      | Dortmund, Merseburg                                             | Federico I Barbarossa            | |
| 1154      | Goslar                                                          |                                  | |
| 1157      | Bisanzio                                                        | Federico I Barbarossa            | |
| 1158      | Dieta di Roncaglia nel piacentino                               | Federico I Barbarossa            | |
| 1165      | Würzburg                                                        | Federico I Barbarossa            | |
| 1168      | Bamberga                                                        | Federico I Barbarossa, Enrico VI | |
| 1178      | Spira                                                           | Federico I Barbarossa            | |
| 1180      | Gelnhausen                                                      | Federico I Barbarossa, Enrico VI | Investitura dell'arcivescovo di Colonia con il Ducato di Vestfalia |
| 1181      | Erfurt                                                          | Enrico VI                        | Esilio di Enrico il Leone |
| 1188      | Magonza                                                         | Enrico VI                        | |
| 1190      | Schwäbisch Hall                                                 | Enrico VI                        | Abolizione del Ducato della Bassa Lorena |
| 1193      | Spira                                                           | Enrico VI                        | Processo di Riccardo I |
| 1196      | Francoforte                                                     | Enrico VI                        | |
| 1205      | Spira                                                           | Filippo di Svevia                | |
| 1213      | Spira                                                           | Federico II                      | Federico fa seppellire nella cattedrale di Spira suo zio Filippo di Svevia, assassinato nel 1208 a Bamberga.                                                                                       |
| 1235      | Magonza                                                         | Federico II                      | |
| 1273      | Spira                                                           | Rodolfo I                        | |
| 1287      | Würzburg                                                        | Adolfo di Nassau                 | |
| 1309      | Spira                                                           | Enrico VII                       | |
| 1338      | Francoforte                                                     |                                  | |
| 1356      | Norimberga                                                      | Carlo IV                         | Emissione della Bolla d'Oro |
| 1379      | Francoforte                                                     |                                  | |
| 1384      | Spira                                                           |                                  | |
| 1389      | Eger                                                            | Venceslao                        | Pace di Eger |
| 1414      | Spira                                                           | Sigismondo                       | |
| 1444      | Spira                                                           | Federico III                     | |
| 1487      | Spira                                                           | Federico III                     | |
| 1487      | Norimberga                                                      | Federico III                     | |
| 1488      | Esslingen am Neckar                                             | Federico III                     | Formazione della Lega Sveva |
| 1495      | Worms                                                           | Massimiliano I                   | Riforma imperiale; Gemeiner Pfennig in seguito alla guerra sveva |
| 1496/97   | Lindau                                                          |                                  | |
| 1497/98   | Friburgo                                                        |                                  | |
| 1500      | Augusta                                                         |                                  | |
| 1505      | Colonia                                                         |                                  | Arbitrato che pose fine alla guerra di successione di Landshut |
| 1507      | Costanza                                                        |                                  | |
| 1512      | Treviri, Colonia                                                |                                  | 10 circoli imperiali |
| 1518      | Augusta                                                         |                                  | |
| 1521      | Worms                                                           | Carlo V                          | Dieta di Worms, divieto di Martin Lutero, editto di Worms |
| 1522      | Norimberga I                                                    |                                  | |
| 1522/23   | Norimberga II                                                   |                                  | |
| 1524      | Norimberga III                                                  |                                  | |
| 1526      | Spira I                                                         |                                  | Dieta di Spira, sospensione dell'editto di Worms |
| 1529      | Spira II                                                        |                                  | Dieta di Spira, ripristino dell'editto di Worms , protesta a Spira . Proclamazione del Wiedertäufermandat di condanna degli anabattisti.                                                           |
| 1530      | Augusta                                                         |                                  | Dieta di Augusta presentazione della Confessione di Augusta |
| 1532      | Ratisbona                                                       |                                  | Constitutio Criminalis Carolina |
| 1541      | Ratisbona                                                       |                                  | |
| 1542      | Spira                                                           |                                  | |
| 1542      | Norimberga                                                      |                                  | |
| 1543      | Norimberga                                                      |                                  | |
| 1544      | Spira                                                           |                                  | |
| 1548      | Augusta                                                         |                                  | Interim di Augusta |
| 1550/51   | Augusta                                                         |                                  | |
| 1555      | Augusta                                                         |                                  | Pace di Augusta |
| 1556/57   | Ratisbona                                                       | Ferdinando I                     | |
| 1559      | Augusta                                                         |                                  | |
| 1566      | Augusta                                                         |                                  | |
| 1567      | Ratisbona                                                       |                                  | |
| 1570      | Spira                                                           |                                  | La fanteria dell'Impero ottenne un codice militare completo |
| 1576      | Ratisbona                                                       |                                  | |
| 1582      | Augusta                                                         |                                  | |
| 1594      | Ratisbona                                                       |                                  | |
| 1597/98   | Ratisbona                                                       |                                  | |
| 1603      | Ratisbona                                                       |                                  | |
| 1608      | Ratisbona                                                       |                                  | |
| 1613      | Ratisbona                                                       |                                  | |
| 1640–41   | Ratisbona                                                       |                                  | |
| 1653–54   | Ratisbona                                                       | Ferdinando III                   | Ultimo recesso (Jüngster Reichsabschied, recessus imperii novissimus) |
| 1663–1806 | Nella Reichssaal del municipio di Ratisbona come Dieta perpetua | Vedi elenco                      | |